# بارنتو سوبرگیون
بارنتو سوبرگیون یک منطقهٔ مسکونی در اریتره است که در منطقه گاش-بارکا واقع شده‌است.